# لقاح المكورة الرئوية
لقاح المكورة الرئوية (بالإنجليزية: Pneumococcal vaccine)‏ هو لقاح يستخدم للوقاية من عدوى المكورة الرئوية. وهو أحد الأدوية المدرجة في قائمة منظمة الصحة العالمية للأدوية الأساسية.
تستهدف لقاحات المكورة الرئوية جراثيم المكورات العقدية الرئوية، ويمكن استخدامها للوقاية من بعض حالات الالتهاب الرئوي، والتهاب السحايا وإنتان الدم، ويوجد نوعان من هذه اللقاحات: لقاحات مقترنة وأخرى متعددة السكاريد، وتعطى بالحقن إما عضلياً أو تحت الجلد مباشرة.
توصي منظمة الصحة العالمية باستخدام اللقاح المقترن في برامج التلقيح الدوري للأطفال، بما يتضمن المصابين بمتلازمة نقص المناعة المكتسبة، وتتراوح فعالية الجرعات الثلاث أو الأربع الموصى بها بين 71% و93% في الوقاية من العدوى الشديدة بالمكورات الرئوية، أما اللقاحات عديدة السكاريد، بالرغم من فعاليتها لدى البالغين، فهي غير مجدية لدى الأطفال دون الثانية من عمرهم أو الذين يعانون من ضعف الوظيفة المناعية.
وتُعتبر هذه اللقاحات آمنة عموماً، وقد يطوّر ما يقارب 10% من الأطفال المتلقين للقاحات مقترنة احمراراً في موضع الحقن، أو حمى، أو تغير في عادات النوم، بينما تُعتبر الحساسيات الشديدة نادرة للغاية.
طُوّر أول لقاح للمكورات الرئوية في ثمانينيات القرن العشرين، وقد أُدرج ضمن قائمة منظمة الصحة العالمية للأدوية الأساسية، ويُعتبر أحد أكثر الأدوية المطلوبة في النظام الصحي أماناً وفعالية، وتبلغ تكلفة البيع بالجملة في الدول النامية حوالي 17 دولاراً أمريكياً للجرعة الواحدة اعتباراً من عام 2014، بينما تتراوح في الولايات المتحدة بين 25 إلى 100 دولار أمريكي.

## التوصيات

### عالمياً
تُعتبر خطة التطوير المعجّل للقاحات المكورة الرئوية وتقديمها برنامجاً مخصصاً لتسريع تقييم وتوفير هذه اللقاحات في الدول النامية، ويموله التحالف العلمي للقاحات والتمنيع، وقد أعربت ثلاثون دولة ضمن هذا التحالف عن اهتمامها بالمشاركة بحلول عام 2010، ويهدف البرنامج لإنقاذ حياة 5.4 مليون طفل بحلول 2030.
أُطلق التزام أولي مسبق للسوق بتطوير لقاح ضد المكورات الرئوية في حزيران/يونيو عام 2009، كاستراتيجية لاستهداف اثنين من التحديات السياسة الرئيسية التي تواجه تقديم اللقاح: الافتقار للقاحات بتكلفة مقبولة في السوق، وعدم كفاية الحوافز التجارية لتطوير لقاحات للأمراض المتركزة في الدول النامية، وبموجب شروط الالتزام المسبق للسوق، يعطي المانحون ضماناً ملزماً قانونياً بأنهم، إذا طُوّر لقاح ضد مرض معين في المستقبل، سيشترون كمية محددة مسبقة منه بسعر متفق عليه، ويرتبط هذا الضمان بمعايير السلامة والفعالية التي يجب أن يحققها اللقاح، وهو مهيكل بطريقة تسمح لعدة شركات بالتنافس على تطوير وإنتاج أفضل منتج جديد ممكن، ويقلل الالتزام المسبق للسوق أيضاً من الخطر على الحكومات المانحة من خلال التخلص من الحاجة لتمويل المشاريع الفردية للبحث والتطوير التي قد لا تتوصل لإنتاج لقاح أبداً، وإذا لم تتوصل أي شركة لإنتاج لقاح يفي بالمعايير المحددة مسبقاً، فلن تنفق الحكومات (وبالتالي دافعي الضرائب فيها) أي شيء. أما بالنسبة لصناعة الأدوية الحيوية، يُنشئ الالتزام المسبق بالسوق سوقاً مضمونة تعد بعائدات لا تتوفر عادة، ويؤمن هذا الالتزام في الدولة النامية تمويلاً يضمن أن أسعار هذه اللقاحات ستكون مقبولة لدى تطويرها، وقُدّر أن بإمكان الالتزام المسبق بالسوق الخاص بالمكورات الرئوية منع أكثر من 1.5 مليون حالة وفاة بين الأطفال بحلول عام 2020.

### الولايات المتحدة
في الولايات المتحدة، أوصي في عام 2000 بلقاح مقترن سباعي التكافؤ للمكورات الرئوية (مثل بريفنار) لجميع الأطفال الذين تتراوح أعمارهم بين 2-23 شهراً، وللأطفال المعرضين لخطر الإصابة لدى بلوغهم 24-59 شهراً، وتعطى سلسلة الجرعات الأربع العادية في عمر الشهرين، والأربعة أشهر، والستة أشهر والـ12-14 شهراً، وأُدخل في شباط/فبراير عام 2010 لقاح مقترن ضد المكورات الرئوية يحمي من ستة أنماط مصلية إضافية (سُمي ببريفنار 13) ويمكن إعطاؤه بدلاً من بريفنار الأصلي.

## أنواعه
من أبرز أنواعه:
- لقاح المكورة الرئوية المتعدد السكاريد
- لقاح المكورة الرئوية المتقارن